# وينديل تايلر
وينديل تايلر (بالإنجليزية: Wendell Tyler) هو لاعب كرة قدم أمريكية أمريكي، ولد في 20 مايو 1955 في شريفبورت في الولايات المتحدة.

## وصلات خارجية
- وندل تايلر على موقع مرجع كرة القدم المحترفة.كوم (الإنجليزية)